# Alessandro Campesano
Alessandro Campesano (Campese, 9 aprile 1521 – Bassano, 12 giugno 1572) è stato un poeta italiano.

## Biografia
Proveniente da una famiglia benestante, radicata a Bassano sin dalla metà del Trecento, trascorse un periodo all'università di Padova dove seguì le lezioni di Lazzaro Bonamico. Successivamente passò all'università di Bologna dove, sotto la guida di Andrea Alciato, si laureò in diritto.
Subito prende avvio una promettente carriera di giurista, tanto che a soli ventun anni risulta lettore di diritto civile all'ateneo patavino. Tuttavia già l'anno successivo fa ritorno a Bassano, probabilmente per cercare un'esistenza più serena e schiva, divisa tra qualche modesto incarico pubblico (il comune gli affidava talvolta delle controversie giuridiche) e la passione saltuaria per la poesia. Nella cittadina veneta si era effettivamente sviluppato un discreto movimento letterario, reso prestigioso da Giuseppe Betussi e Lazzaro Bonamico e vivacizzato da un gruppo di modesti compositori come Valerio e Giorgio Sale, Faustino Amico, Lazzaro Dal Como e Lattanzio Persicini. Fu amico del Betussi, nonché dei poligrafi Ludovico Domenichi e Anton Francesco Doni.
Fece testamento il 22 febbraio 1572 (lasciò la sua biblioteca ai nipoti) e morì tre mesi e mezzo dopo. Nell'occasione Marco Stecchini compose un sonetto funebre in suo onore.

## Opere
Il Campesano ha prodotto alcune poesie che tuttavia non raccolse in un volume in quanto le considerava delle esercitazioni occasionali. Quattro sonetti compaiono nelle Rime diverse di eccellentissimi autori del Domenichi (1549); le poesie a tema sacro si ritrovano nelle Rime spirituali (1550) e nel Tempio di Giovanna d'Aragona (curato da Girolamo Ruscelli, 1554).
Le opere superstiti venivano infine raccolte da Giambattista Verci nelle Rime scelte d'autori bassanesi che fiorirono nel sec. XVI (1759): si tratta, nel complesso, di trentatré sonetti a tema amoroso o sacro, una canzone religiosa e vari componimenti brevi (forse dei frammenti di opere incompiute) di ispirazione arcadica. Bisogna aggiungervi una Oratio pro familia de Ronzonibus, tenuta il 15 aprile 1554 davanti al podestà di Bassano e edita nella Bibliotheca codicum manuscriptorum monasterii S. Michaelis Venetiarum prope Murianum di Giovanni Benedetto Mittarelli.